# Rolls-Royce Ghost
Rolls-Royce Ghost — представительский автомобиль, разработанный компанией Rolls-Royce Motor Cars, представленный в марте 2009 года на Женевском автосалоне. На момент своего появления первое поколение модели являлось самым мощным автомобилем из всех когда-либо выпускавшихся компанией Rolls-Royce Motor Cars до появления модели Rolls-Royce Wraith в 2013 году.

## Первое поколение
Построен на базе BMW 7-series F01. Унаследовав платформу, автомобиль, тем не менее, оказался крупнее донора по всем направлениям. Силовой агрегат также аналогичен устанавливающимся на баварские автомобили — двигатель V12 объемом 6,6 литра работает в паре с восьмиступенчатой автоматической коробкой передач ZF. В 2014 году был проведён рестайлинг

## Второе поколение
1 сентября 2020 года Rolls-Royce Motor Cars представил второе поколение. В новом поколении устанавливается двигатель V12 объёмом 6,75 л с парой турбокомпрессоров. Мощность двигателя составляет 571 л. с., что на 1 л. с. больше чем у первого поколения. Этот двигатель, помимо данного автомобиля устанавливается на Rolls-Royce Phantom VIII. КПП осталась та же. В новом Ghost заметно изменился экстерьер и интерьер, традиционные аналоговые приборы заменены ЖК-дисплеем, головная оптика вернулась к старой и более простой «прямоугольной» конфигурации, поворотники встроены в блок фар. Второе поколение автомобиля — первый лимузин компании с полным приводом. Изменилась и платформа, теперь это Architecture of Luxury, она уже использованная моделями Cullinan и Phantom.
Колёсная база прежняя, а длина кузова возросла до 5546 мм.